# Bruno Amione
Bruno Agustín Amione (Calchaquí, 3 gennaio 2002) è un calciatore argentino, difensore del Santos Laguna e della nazionale Under-23 argentina.

## Caratteristiche tecniche
Difensore centrale, possente fisicamente e abile nel gioco aereo, per le sue caratteristiche è stato paragonato a Nicolás Otamendi ed è stato soprannominato il "Bufalo" per la sua stazza; può essere schierato anche come terzino sinistro. Nel 2019 è stato inserito nella lista "Next Generation" dei sessanta migliori talenti nati nel 2002, redatta dal quotidiano inglese The Guardian.

## Carriera
Cresciuto nel settore giovanile del Belgrano, il 3 ottobre 2020 viene acquistato dal Verona, con cui firma un quinquennale; esordisce con gli scaligeri il 28 ottobre, nell'incontro di Coppa Italia vinto per 6-4 ai rigori contro il Venezia. Il 30 agosto 2021 viene ceduto a titolo temporaneo alla Reggina, con cui ottiene il posto da titolare nel girone di ritorno sotto la guida tecnica di Roberto Stellone.
Dopo aver giocato due gare ad agosto, una in Coppa Italia ed una in campionato, con l'esordio in serie A contro il Napoli, il 1º settembre 2022 il Verona lo cede in prestito secco alla Sampdoria. Esordisce con la nuova maglia il 20 ottobre 2022, giocando da titolare in Coppa Italia contro l'Ascoli. Il 22 aprile 2023 segna la sua prima rete in serie A, quella del provvisorio vantaggio contro lo Spezia, gara finita col risultato di 1-1.
Il 1º febbraio 2024 viene ceduto a titolo definitivo ai messicani del Santos Laguna.

## Statistiche

### Presenze e reti nei club
Statistiche aggiornate al 25 maggio 2024.
| Stagione        | Squadra         | Campionato      | Campionato | Campionato | Coppe nazionali | Coppe nazionali | Coppe nazionali | Coppe continentali | Coppe continentali | Coppe continentali | Altre coppe | Altre coppe | Altre coppe | Totale | Totale |
| Stagione        | Squadra         | Comp            | Pres       | Reti       | Comp            | Pres            | Reti            | Comp               | Pres               | Reti               | Comp        | Pres        | Reti        | Pres   | Reti   |
| --------------- | --------------- | --------------- | ---------- | ---------- | --------------- | --------------- | --------------- | ------------------ | ------------------ | ------------------ | ----------- | ----------- | ----------- | ------ | ------ |
| 2019-2020       | Belgrano        | PN              | 8          | 0          | -               | -               | -               | -                  | -                  | -                  | -           | -           | -           | 8      | 0      |
| ott. 2020-2021  | Verona          | A               | 0          | 0          | CI              | 2               | 0               | -                  | -                  | -                  | -           | -           | -           | 2      | 0      |
| ago. 2021-2022  | Reggina         | B               | 16         | 0          | CI              | -               | -               | -                  | -                  | -                  | -           | -           | -           | 16     | 0      |
| ago.-set. 2022  | Verona          | A               | 1          | 0          | CI              | 1               | 0               | -                  | -                  | -                  | -           | -           | -           | 2      | 0      |
| set. 2022-2023  | Sampdoria       | A               | 26         | 1          | CI              | 2               | 0               | -                  | -                  | -                  | -           | -           | -           | 28     | 1      |
| 2023-feb. 2024  | Verona          | A               | 10         | 0          | CI              | 2               | 0               | -                  | -                  | -                  | -           | -           | -           | 12     | 0      |
| Totale Verona   | Totale Verona   | Totale Verona   | 11         | 0          |                 | 5               | 0               |                    | -                  | -                  |             | -           | -           | 16     | 0      |
| gen. -giu. 2024 | Santos Laguna   | LM              | 10         | 1          | CM              | -               | -               | -                  | -                  | -                  | -           | -           | -           | 10     | 1      |
| Totale carriera | Totale carriera | Totale carriera | 71         | 2          |                 | 7               | 0               |                    | -                  | -                  |             | -           | -           | 78     | 2      |